# Jucati
Jucati es un municipio brasileño del estado de Pernambuco. Administrativamente es formado solo por el distrito sede y por el Poblado Nieves. Tiene una población estimada al 2020 de 11 485 habitantes.
El municipio fue creado el 1 de octubre de 1991, emancipándose de Jupi.

## Topónimo
El nombre de Jucati fue cambiado a Pindorama en 1938, cuando el poblado fue elevado a la categoría de villa. En 1943 fue denominada Jucati. Sobre el origen del nombre, Mario José de Almeida Maciel, Jucati sería el nombre indígena de una planta local. Según el IBGE, sería un derivativo del pau-ferro jucá, una especie de árbol de la localidad.